# Calípolis (Tarraconense)
Calípolis (del latín Callipolis y este del griego Καλλήπολις «ciudad bonita») fue una antigua ciudad de la provincia Tarraconense (Hispania romana), mencionada en la obra Ora marítima de Rufo Festo Avieno, que estaría entre la antigua Tarraco y el actual Salou.
Se han encontrado restos romanos de una lujosa residencia marítima situada junto a la playa. Los restos más antiguos se pueden datar en el periodo republicano, entre los siglos II y I a. C. La parte más monumental de la villa es del siglo II. Destacan las termas, decoradas originalmente con mármoles y mosaicos; el frigidario estaba pavimentado con un gran mosaico de tema marítimo, el conocido como Mosaico de los peces, que se puede ver en el Museo Arqueológico Nacional de Tarragona.
La villa ocupaba un área de unos 10 000 m², y hoy día está en terrenos de la Autoridad Portuaria de Tarragona. Entre los años 1994 Y 2003 se han realizado campañas de excavación y documentación arqueológica, que han permitido definir en gran parte el plano de la villa y su secuencia histórica.
En referencia a ella, se han nombrado el IES Cal·lípolis, que forma parte del Complejo Educativo de Tarragona (antes Universidad Laboral) y el CEIP Cal·lípolis de la Pineda.